# ISO 3166-2:BB
ISO 3166-2:BB és l'entrada per a Barbados de l'estàndard ISO 3166-2, publicat per l'Organització Internacional per Estandardització (ISO) que defineix els codis de les principals subdivisions administratives.
Actualment per a Barbados, l'estàndard ISO 3166-2, està format per 11 parròquies.
Cada codi es compon de dues parts, separades per un guió. La primera part és BB, el codi ISO 3166-1 alfa-2 per a Barbados. La segona part són dos dígits (01–11).

## Codis actuals
Els noms de les subdivisions estan llistades segons l'ISO 3166-2 publicat per la "ISO 3166 Maintenance Agency" (ISO 3166/MA)

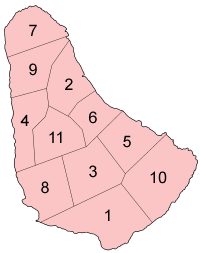
Mapa de Barbados amb cada parròquia etiquetada amb la segona part del seu codi ISO 3166-2 (amb el dígit davanter 0 omès).

| Codi  | Nom de la subdivisió (en) |
| ----- | ------------------------- |
| BB-01 | Christ Church             |
| BB-02 | Saint Andrew              |
| BB-03 | Saint George              |
| BB-04 | Saint James               |
| BB-05 | Saint John                |
| BB-06 | Saint Joseph              |
| BB-07 | Saint Lucy                |
| BB-08 | Saint Michael             |
| BB-09 | Saint Peter               |
| BB-10 | Saint Philip              |
| BB-11 | Saint Thomas              |